# 白成玄
白 成玄（ベク・ソンヒュン、1985年1月31日 - ）は、大韓民国出身のプロバスケットボール選手である。ポジションはC/F。

## 来歴
朝鮮大学卒業後の2008年、bjリーグに転籍する浜松・東三河フェニックスに入団。
新外国人2人を入団させることを理由に、12月12日選手契約解除。

## 経歴
- 朝鮮大学 - 浜松・東三河（2008年）